# Veitschtal
Das Veitschtal ist ein Seitental des Mürztales, es liegt in Österreich, im Nordosten der Steiermark.

## Lage
Das Veitschtal wird im Norden von der Hohen Veitsch, dem mit 1581 Metern höchsten Berg der Mürzsteger Alpen, begrenzt. Die Grenze im Westen bilden der Eisnerkogel (1440 m) und der Schwarzkogel (1409 m) und im Osten das Hocheck (1418 m). Nach Süden ist das Tal zum Mürztal offen. Die Mürz umgibt das Veitschtal in nördlicher, östlicher und südlicher Richtung. 
Das Veitschtal wird von der Veitsch durchflossen, der Hauptort ist der Ort Veitsch, wo sich das Tal in das westliche Großveitsch- und das östliche Kleinveitsch-Tal aufspaltet.
Hier ist auch ein Werk der Firma RHI Magnesita.

## Geschichte
Das Veitschtal hat einen slawischen Namensursprung, wie auch die Ortschaften Aflenz, Mürz, Feistritz, Massing, Pretal und Rantsch.
Es war wohl schon von keltischen Stämmen besiedelt, bis etwa zur Zeit der Völkerwanderungen um 600 die Slawen, verdrängt von den Awaren, von Osten kommend in die Seitentäler des Mürztales eindrangen. Um das Jahr 1000 wurde es aus dem bayerischen Raum auch in den höheren Lagen besiedelt.

## Geologie
Das Veitschtal gehört zur Grauwackenzone. Die Kalkstöcke der Hohen Veitsch sind im Süden durch ein von west-südwest nach ost-nordost verlaufendes Lineament begrenzt, das sich durch den Stübminggraben über den Pretalsattel in Richtung des Ortes Veitsch und weiter in den Schwarzenbachgraben und in Richtung Neuberg an der Mürz zieht. Schematisch liegt hier die Mürzalpen-Decke auf dar Norischen Decke. Darunter befinden sich die Silbersberg-Decke und die Veitsch-Decke, die ihrerseits auf der Troiseck-Flonibdecke liegen.
Die Veitscher Decke enthält Magnesit,Talk und Graphit. Diese Vorkommen werden bergmännisch genutzt.

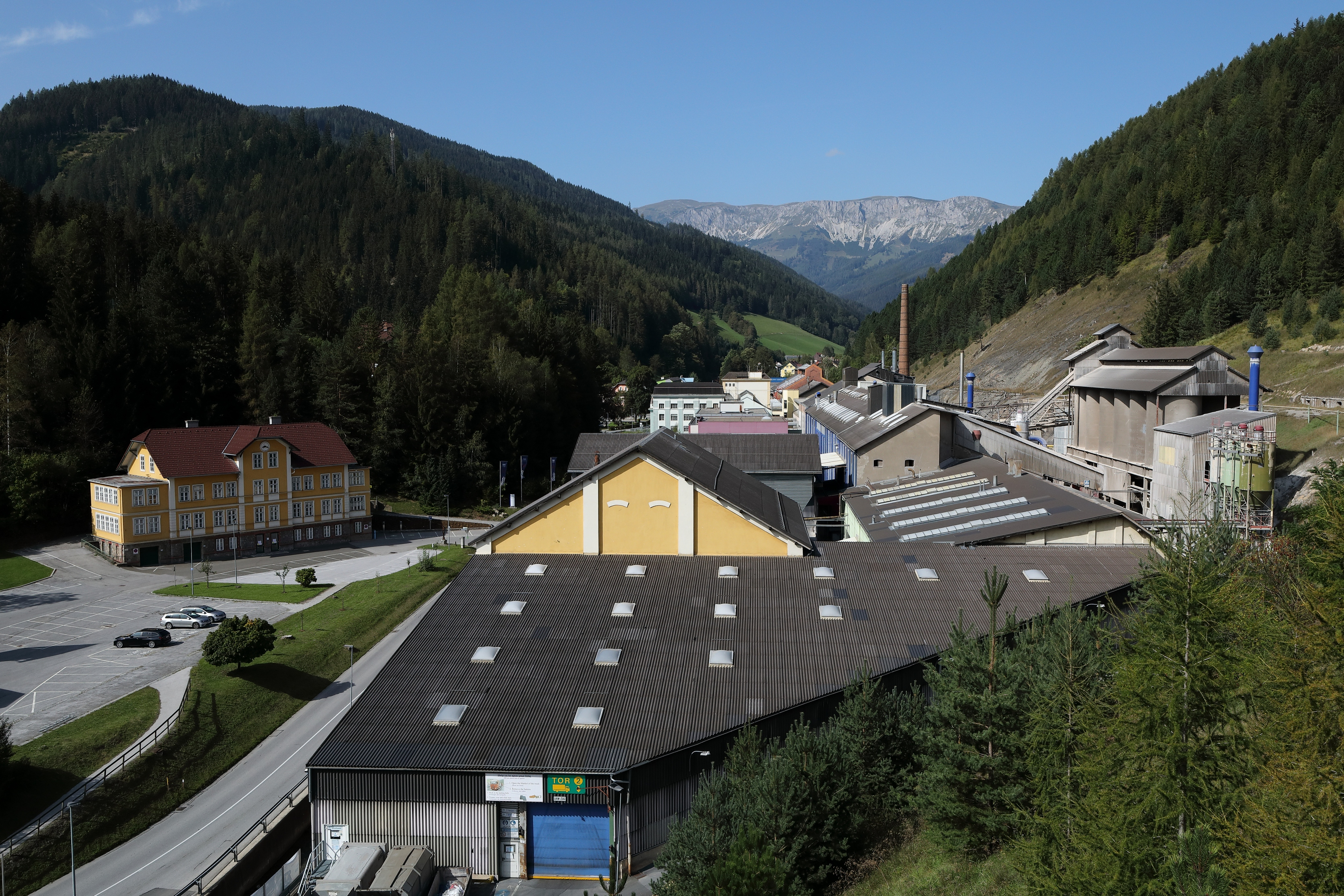
Magnesitwerk in Veitsch mit der Hohen Veitsch im Hintergrund

## Bergbau
Nachdem bereits in der ersten Hälfte des 19. Jahrhunderts Mangan gefunden wurde, erfolgte ab 1880 der Abbau. Das Manganerz hatte eine mittlere Mächtigkeit von 1,5 Metern und bestand aus Manganspat, Psilomelan, Pyrolusit und Friedelit. Das Erz enthielt 52,65 % MnO, entsprechend 85,27 % MnCO3, und 1 % FeO. Die Qualität nahm in der Tiefe ab und betrug in 20 bis 30 Meter nur noch 28 Prozent, auch die Mächtigkeit ging auf 0,1 bis 0,2 Meter zurück, sodass bereits 1892 der Abbau eingestellt wurde.
Im Jahr 1881 entdeckte Albert Carl Spaeter eine Magnesitlagerstätte und gründete 1899 die Veitscher Magnesitwerke Actien-Gesellschaft zum Abbau dieser Vorkommen. Die Gesellschaft fusionierte 1993 mit der Radex Austria AG zur Veitsch-Radex AG, 1998 wurde die RHI AG gegründet und 2017 erfolgte die Fusion von RHI und Magnesita.

## Veitsch
Die wichtigsten Quellflüsse der Veitsch sind die Große und die Kleine Veitsch, die sich im Dorf Veitsch zur Veitsch vereinigen. Die Große Veitsch, auch Großer Veitschbach genannt, entsteht aus Schallerbach, Brunntalbach, Steinbach und Preetal Bach. Die Kleine Veitsch, auch Kleiner Veitschbach genannt, entsteht aus Haberbach, Kaiblingbach, Schwarzenbach, Mörtlbauerbach und Zwertlesbach. Deren Quellen liegen in etwa 1200 Meter Meereshöhe, die Mündung der Veitsch in die Mürz in Mitterdorf bei 580 Meter.
Die Veitsch hat ein Einzugsgebiet von 77,68 Quadratkilometern.

## Wandern, Radfahren
- Wanderungen: Der Österreichische Weitwanderweg 01 führt an der nördlichen Grenze des Einzugsgebietes der Veitsch über die Hohe Veitsch.[8] Der Mariazeller Weg 06A verläuft entlang der westlichen Wasserscheide[9] und die Hohe Veitsch Rundwanderung führt durch das Veitschtal.[10]
- Radweg: Der Veitschtal-Radweg R48 zweigt in Mitterdorf vom Murradweg ab und führt an Schloss Pichl vorbei parallel zur Straße bis nach Veitsch. Bei einer Länge von 7 Kilometern sind rund 100 Höhenmeter zu überwinden.[11]